# Dřeňový paprsek

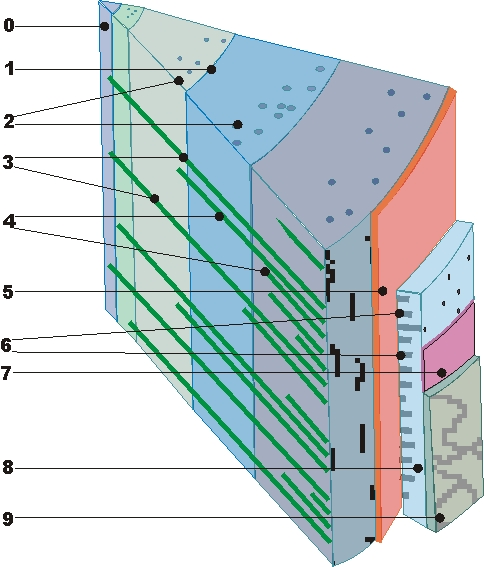
Detail kmene stromu.
Dřeňové paprsky jsou zobrazeny jako zelené pruhy.
0 dřeň, 1 hranice letokruhu, 2 pryskyřičné kanálky, 3 primární dřeňové paprsky, 4 sekundární dřeňové paprsky, 5 kambium, 6 paprsky lýka, 7 felogén, 8 lýko, 9 borka

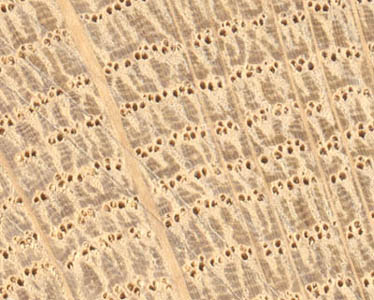
Viditelné dřeňové paprsky v příčném řezu dřeva dubu letního

Dřeňové paprsky jsou světlé, úzké vrstvy dřeva, jejichž buňky vedou živiny z lýka do dřeva a dřeně. Vycházejí od dřeně ve směru poloměru k obvodu a jsou viditelné na příčném řezu. U některých dřevin je možno rozeznat paprsky pouhým okem na všech řezech. Ve směru dřeňových paprsků dřevo praská výsušnými trhlinami. Ve směru dřeňových paprsků se šíří infekce dřevokaznými houbami. Při výrobě dýh jsou široké dřeňové paprsky na tangenciálním řezu příčinou tvorby jemných trhlin.
Nejčastěji jsou tvořeny soubory parenchymatických buněk. Na příčném řezu jsou vidět jako světlejší pruhy paprskovitě vycházející z dřeně směrem ke kůře. Na radiálním řezu, který je s ním veden souběžně, je vidíme jako lesklé proužky různé délky, tzv. zrcadélka (např. dub), vedená kolmo na roční kruhy. Radiální délka dřeňových paprsků je přerušovaná klikatostí nebo nepřesným vedením radiálního řezu.

## Dřeňové paprsky ve tvrdém dřevě

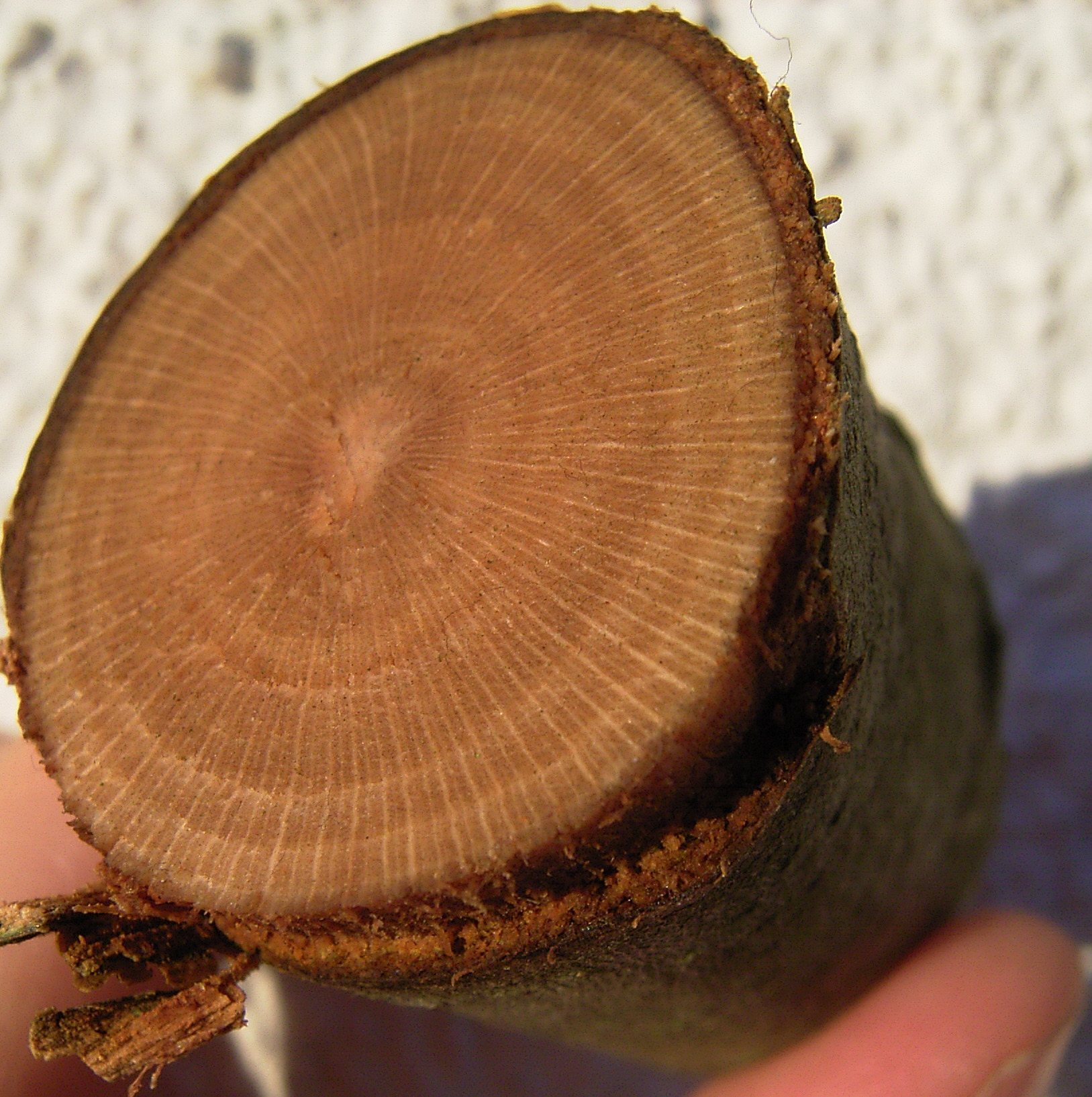
Dřeňové paprsky platanu (světlé radiální proužky)

U tvrdého dřeva jsou dřeňové paprsky tvořeny pouze parenchymatickými (zásobními) buňkami. Podle druhu dřeva jsou jednořadé nebo víceřadé.
Pravidelně uspořádané dřeňové paprsky je možné vidět jen u některých tropických dřevin. Stejně tak se pouze ve dřeňových paprscích některých tropických dřevin vyskytují kanálky pryskyřičné, obklopené  epiteliálními buňkami, vyplněnými bílou nebo tmavě zabarvenou látkou.
Objemový podíl dřeňových paprsků ve tvrdém dřevě je 8 až 33%. Existují ale i keře s menším podílem.